# Gerard Odencrants
Gerard Hartvig Odencrants, född 11 augusti 1888 i Göteborg, död 23 juni 1967 i Engelbrekts församling, Stockholm, var en svensk läkare. 
Odencrants, som var son till häradshövding Thor Odencrants och Leonore Ekman, avlade studentexamen i Göteborg 1908, blev filosofie magister 1914, medicine kandidat vid Uppsala universitet 1918 och medicine licentiat vid Karolinska Institutet i Stockholm 1924. Han var extra ordinarie amanuens i patologi vid Karolinska Institutet 1921, extra ordinarie amanuens vid ögonpolikliniken samma år, var amanuens där samma år, assistentläkare och tillförordnad underläkare på S:t Eriks sjukhus 1922–1923, läkare vid Storliens högfjällssanatorium somrarna 1924–1926, extra ordinarie amanuens vid neurologiska kliniken på Serafimerlasarettet 1924–1925 och 1927, tillförordnad föreståndare vid polikliniken där 1925 och 1927, amanuens på Stockholms hospital 1925–1927 och praktiserande läkare i Stockholm från 1927. Han var lärare i hälsolära vid Birkagårdens folkhögskola från 1926. Han företog en studieresa till Wien 1927 och skrev några artiklar om hypnos och psykoanalys.
Odencrants studerade musikämnen för Ruben Liljefors och komponerade en orkestersvit, en stråktrio samt pianoverk och sånger.